# Emma Asson
Emma Asson (13 de julio de 1889 – 1 de enero de 1965) fue una política socialdemócrata de Estonia. Fue la primera mujer en ser elegida miembro del Riigikogu, la asamblea de Estonia. Participó en la creación de la primera constitución de una Estonia independiente, principalmente en los campos de la educación y la igualdad de género. Sus libros de texto de historia fueron de los primeros en ser creados en Estonia.

## Biografía
Emma Asson nació en Vaabina, en el distrito de Võrumaa, en aquel momento parte de la Gubérniya de Livornia y del Imperio ruso. Era hija de un maestro. Estudió en la escuela para niñas A. S. Pushkin de Tartu y se graduó en Historia en los Cursos Bestúzhev de San Petersburgo en 1910. Trabajó como maestra de Historia en una universidad para chicas de Tartu.
En 1920 las mujeres de Estonia obtuvieron plenos derechos políticos en virtud de una nueva constitución. Dos mujeres fueron consultadas sobre esta constitución y fueron Minni Kurs-Olesk y Asson.